# Nueva Zelanda en los Juegos Paralímpicos de Atenas 2004
Nueva Zelanda estuvo representada en los Juegos Paralímpicos de Atenas 2004 por un total de 36 deportistas, 28 hombres y ocho mujeres.

## Medallistas
El equipo paralímpico neozelandés obtuvo las siguientes medallas:
| Nombre | Deporte                  | Evento                          |
| --- | ------------------------ | ------------------------------- |
| Oro |                          |                                 |
| Peter Martin | Atletismo                | Jabalina F52-53 masculino       |
| Peter Martin | Atletismo                | Peso F52 masculino              |
| Matt Slade | Atletismo                | 200 m T37 masculino             |
| Tim Prendergast | Atletismo                | 800 m T13 masculino             |
| Dan Buckingham Stephen Guthrie Tim Johnson Gary McMurray Bill Oughton Curtis Palmer Sholto Taylor Geremy Tinker Jai Waite | Rugby en silla de ruedas | Torneo mixto                    |
| Michael Johnson | Tiro                     | Rifle de aire de pie SH2 mixto  |
| Plata |                          |                                 |
| Ross Flood Jeremy Morriss Liam Sanders Maurice Toon                                                                       | Bochas                   | Equipo BC1-BC2 mixto            |
| Bronce |                          |                                 |
| Peter Martin | Atletismo                | Disco F52 masculino             |
| Paul Jesson | Ciclismo en ruta         | Ruta/Contrarreloj LC3 masculino |
| Daniel Sharp | Natación                 | 100 m braza SB13 masculino      |